# 4055 Magellan
4055 Magellan (1985 DO2) là một tiểu hành tinh Amor được phát hiện ngày 24 tháng 2 năm 1985, bởi E. Helin ở Palomar.